# Скална агама
Скалните агами (Agama agama), наричани също обикновени агами, са вид влечуги от семейство Агамови (Agamidae).
Разпространени са в голяма част от Субсахарска Африка, като са адаптирани за живот и в горещи и сухи местности. Достигат обща дължина от 13 до 30 сантиметра, като мъжките са значително по-едри. Хранят се главно с насекоми, рядко с дребни бозайници, влечуги или растителна храна.